# Fockenbachtal

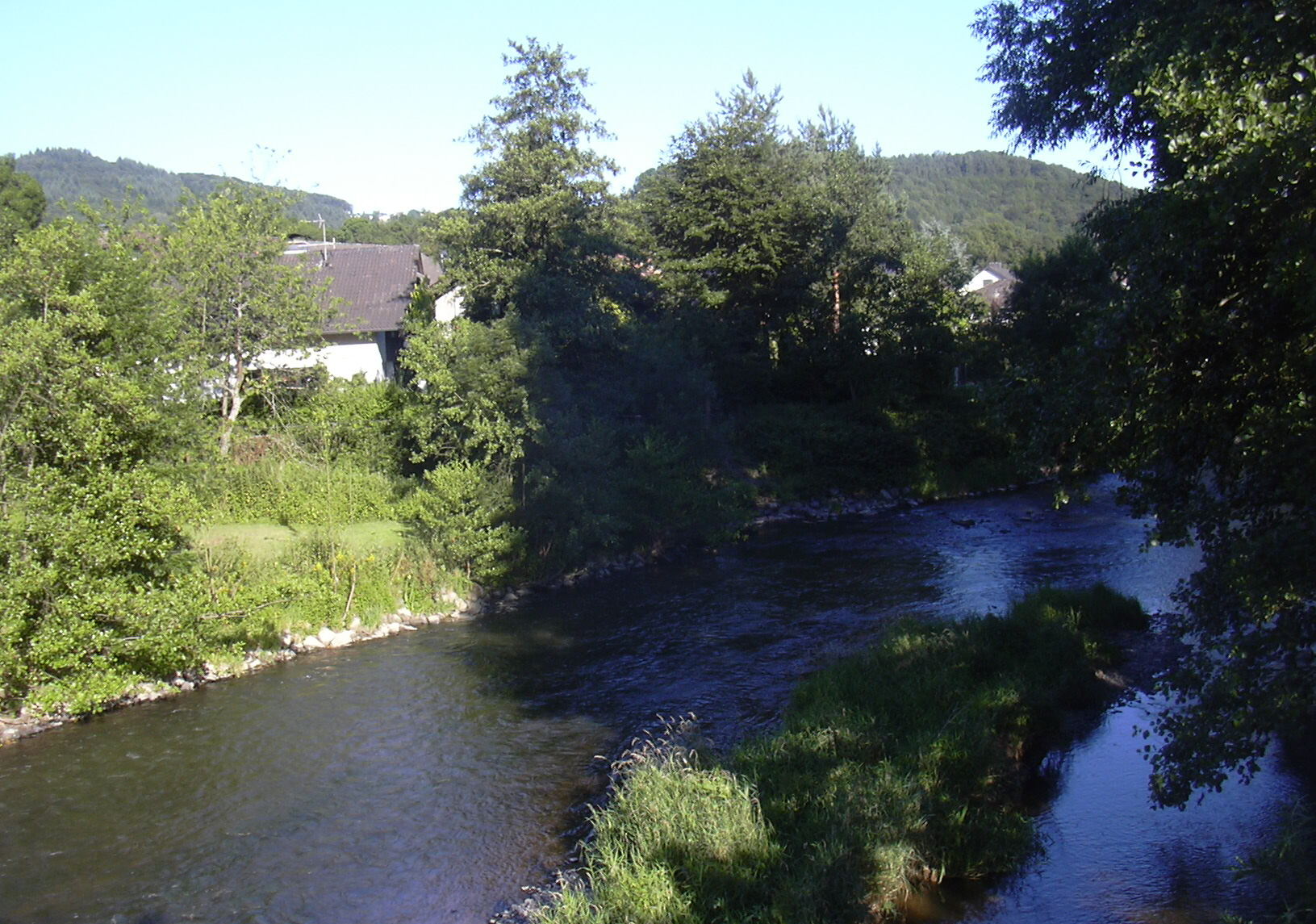
Die Wied bei Niederbreitbach an der Fockenbachmündung

Das Fockenbachtal ist ein Seitental der Wied. Das ca. 12 km lange Tal nordöstlich von Niederbreitbach ist seit 1978 eine der fünf Kernzonen des Naturparks Rhein-Westerwald.

## Name
Der Fockenbach hatte ursprünglich den Namen Funckenbach. Vermutlich fand an diesem Bach das Funkenschlagen statt oder es gab eventuell an diesem Ort Irrlichter.

## Lage

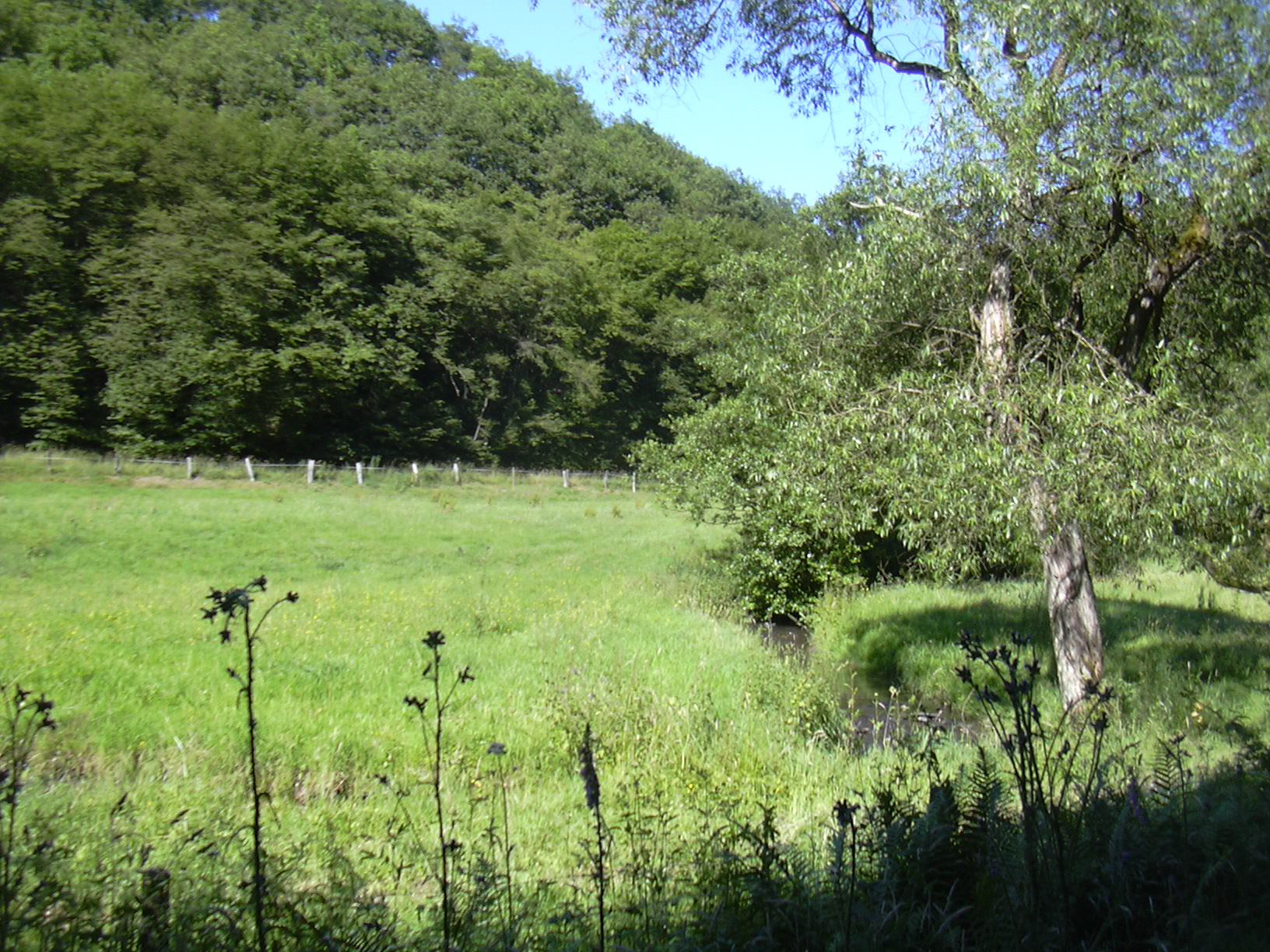
Feuchtwiese im Fockenbachtal

Der Fockenbach entspringt auf ca. 350 m Höhe bei dem Weiler Niederhonnefeld, der zur Ortsgemeinde Straßenhaus zählt. Er windet sich, von mehreren Nebenbächen gespeist, durch ein geschlossenes Laubwald-Gebiet, im oberen Talabschnitt teilweise entlang steiler Schiefer-Felsen, vorbei an der einzigen Ansiedlung im Tal, der ehemaligen Fockenbachsmühle und dem Fuß der Neuerburg (Wied) Richtung Südwesten. Im unteren Abschnitt ist das Tal oft verbreitet, so dass sich stellenweise Teiche und Feuchtwiesen finden. Im Ortsbereich von Niederbreitbach (120 m) ist der Fockenbach reguliert. Auf dem letzten halben Kilometer zwischen der gleichnamigen Straße und der Margaretha-Flesch-Straße und mündet er neben der Brücke zum Campingplatz und Sportzentrum in die Wied.

## Landschaft
Es dominieren Buchenwälder, durchsetzt von Ahorn, Eschen, und Hasel. Ein Solitär ist eine jahrhundertealte, mit Efeu umrankte Eiche an der Fahrstraße ca. 4 km von Niederbreitbach entfernt.
Am Bachlauf gibt es hohe Farne und Hochstaudenfluren. Im Hochsommer dominiert der Fingerhut. Kleinseggenriede und Röhricht-Vegetation prägen die Teich- und Wiesenlandschaften.
Zu den geschützten Tieren, die im Fockenbachtal vorkommen, zählen Kammmolche sowie verschiedene Froschlurche und Fledermaus-Arten.

## Geschichte
Ende der 1860er und Anfang der 1870er Jahre wurde der Bau einer Eisenbahnstrecke von Neuwied in den Westerwald („Wiedtalbahn“) projektiert. Eine der Trassenplanungen zufolge hätte sie auch durch das Fockenbachtal verlaufen sollen. Das Bauvorhaben wurde jedoch nie verwirklicht.

## Infrastruktur

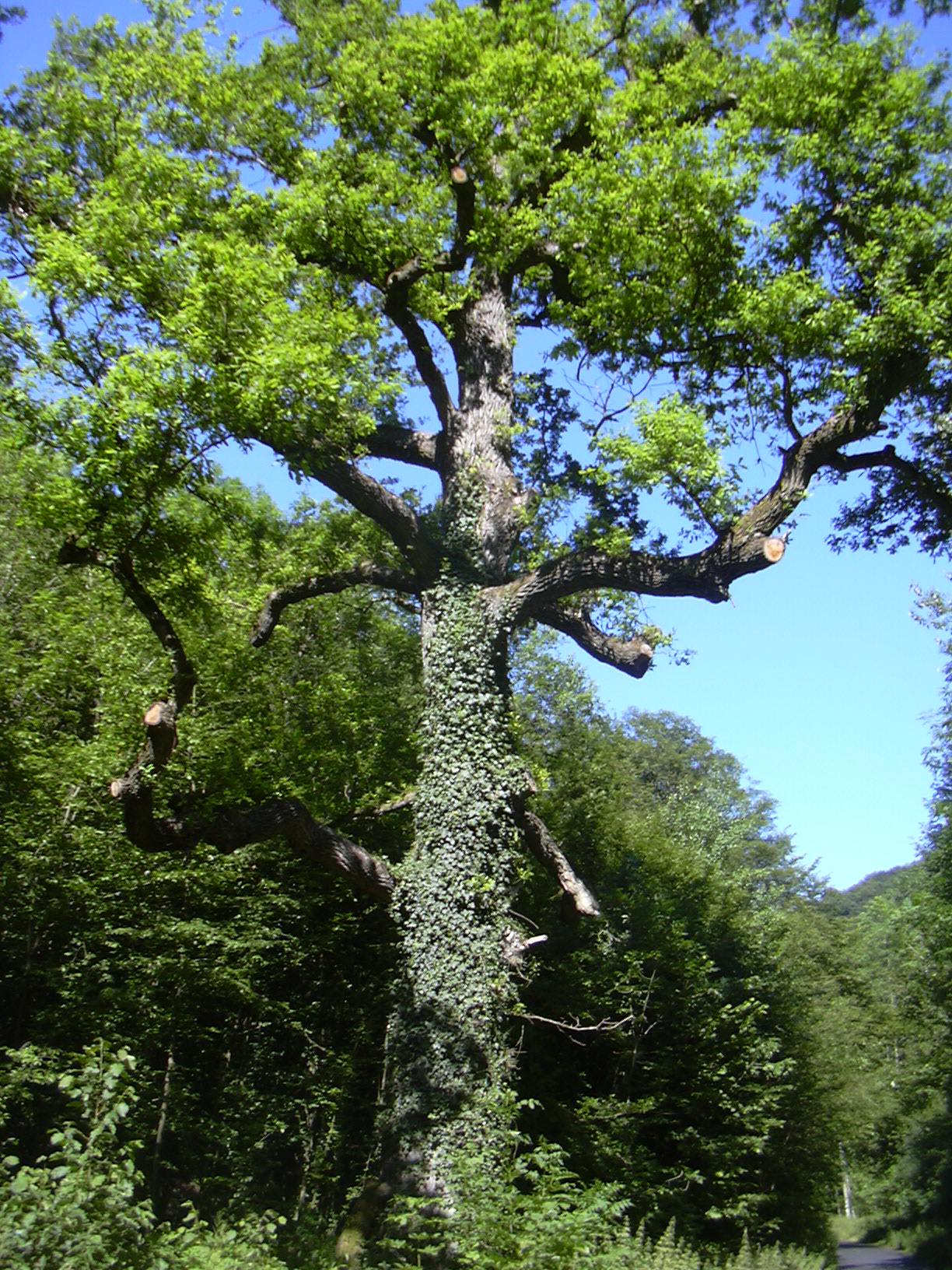
Alte Eiche an der Fahrstraße

Die Margaretha-Flesch-Straße ist ab Ortsausgang Niederbreitbach mit dem PKW bis zur Fockenbachsmühle (ca. 5 km) befahrbar und wird auch von Radfahrern und Wanderern frequentiert. Im mittleren Talabschnitt verläuft ein zusätzlicher Wanderweg parallel zur Fahrstraße. Der obere Abschnitt jenseits der Fockenbachsmühle ist ausschließlich auf Wanderwegen begehbar. Von Niederhonnefeld aus ist der Bachlauf vom Quellgebiet bis zur Hümmericher Mühle ebenfalls wieder auf schmaler Asphaltstraße befahrbar.
Wanderwege verlaufen auch entlang der Nebenbäche und binden einige zu den Verbandsgemeinden Waldbreitbach und Rengsdorf gehörige Gemeinden und Dörfer ein, z. B. Kurtscheid, Hümmerich, Dasbach, Siebenmorgen, Hollig, Goldscheid, Hochscheid und Verscheid.
Die naturbelassene Landschaft darf gemäß der Landesverordnung vom 18. August 1978 nicht durch Baulichkeiten und zusätzliche infrastrukturelle Einrichtungen verändert werden.

## Mühlen im Fockenbachtal

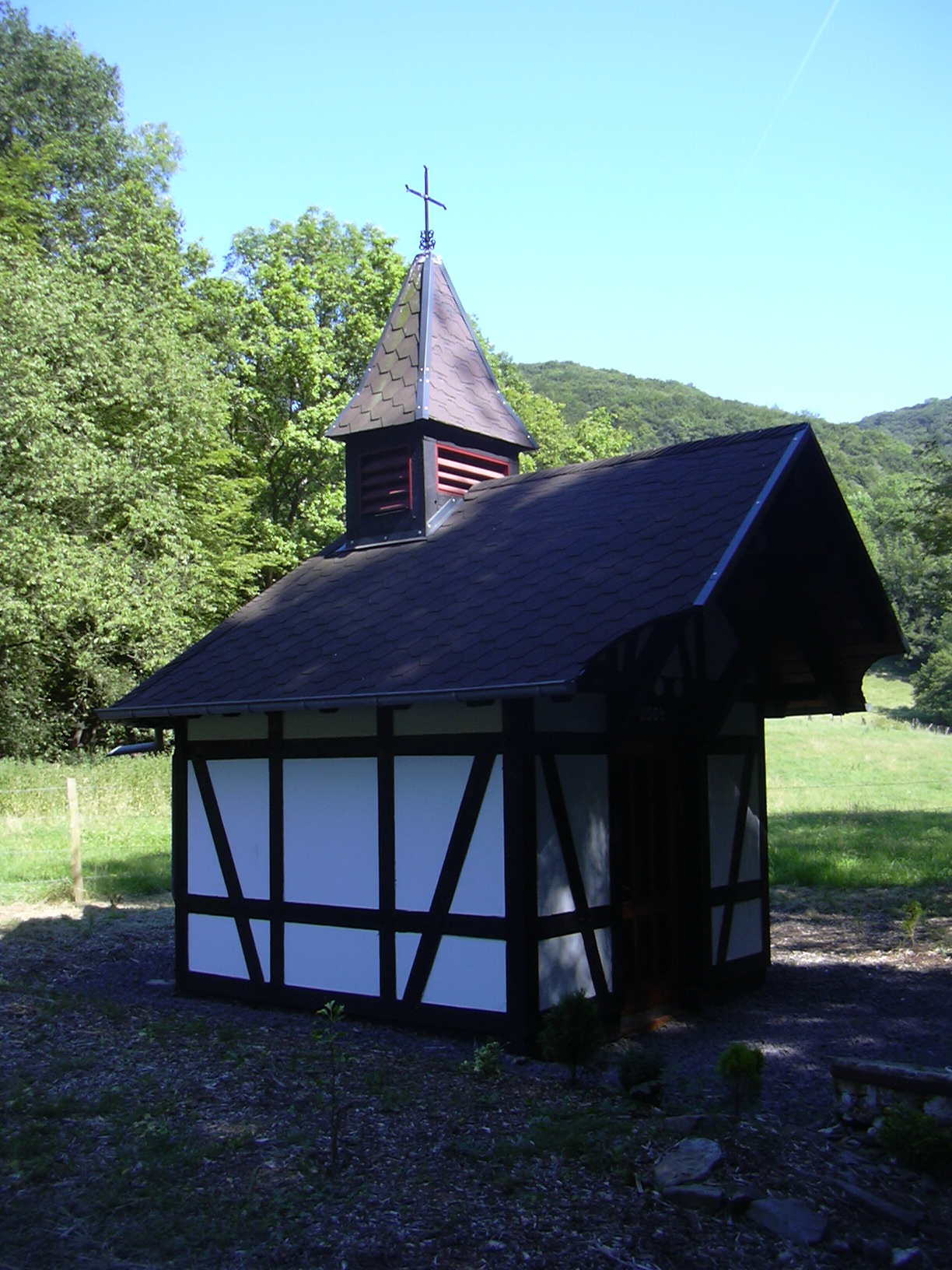
Gedenkkapelle für die Fleschmühle

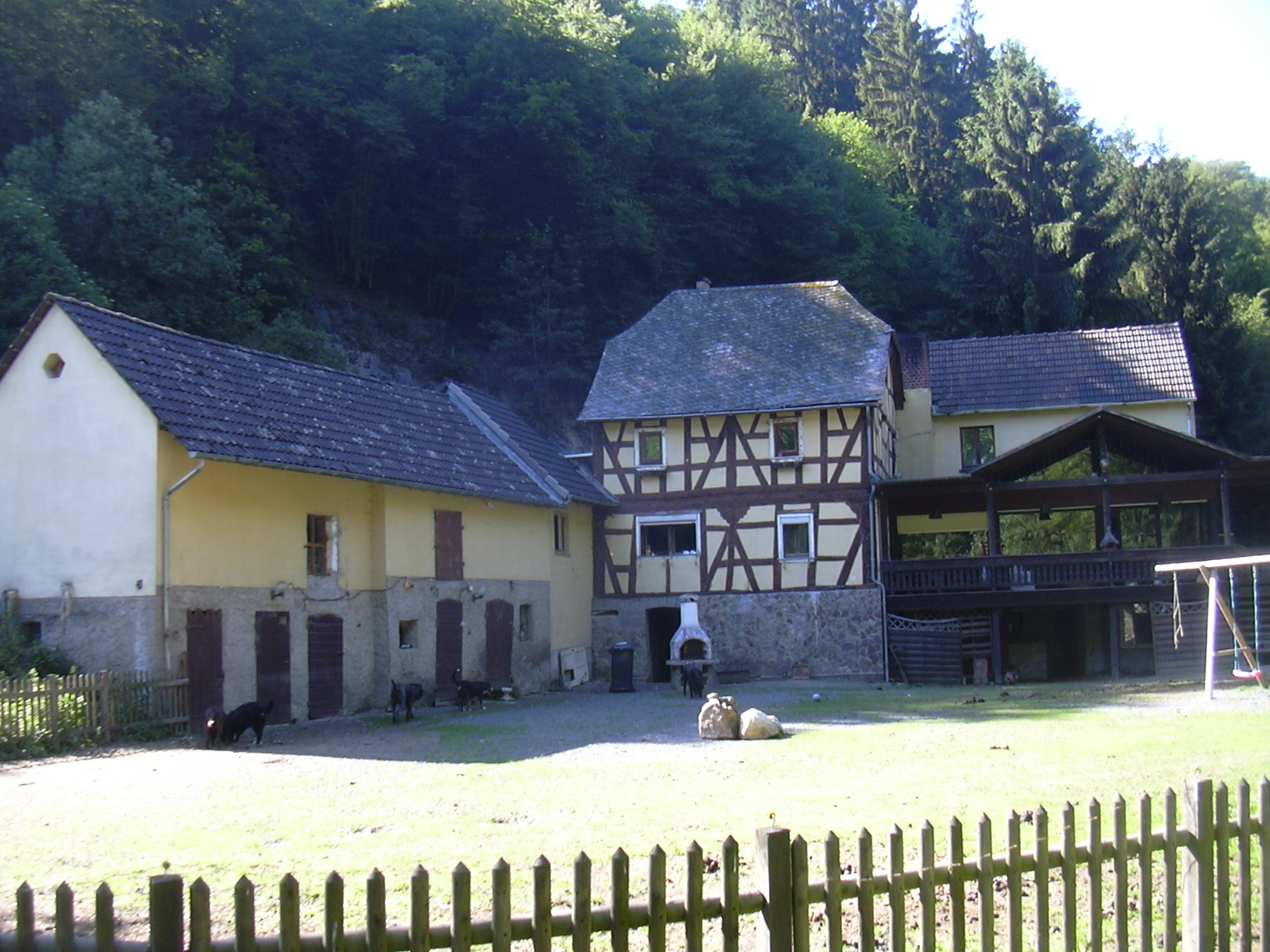
Die Fockenbachsmühle (heute Tierheim)

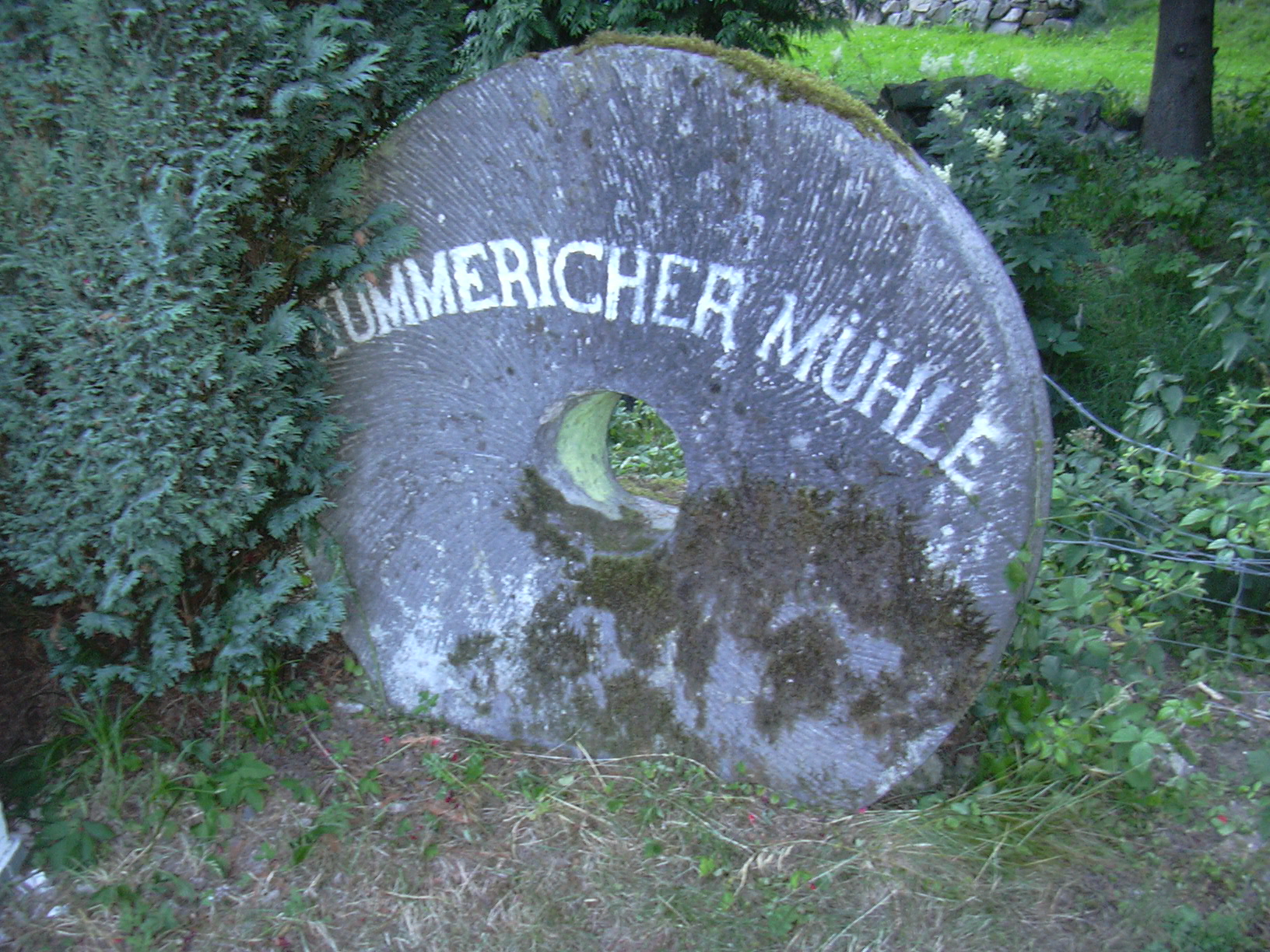
Historischer Mühlstein der Hümmericher Mühle

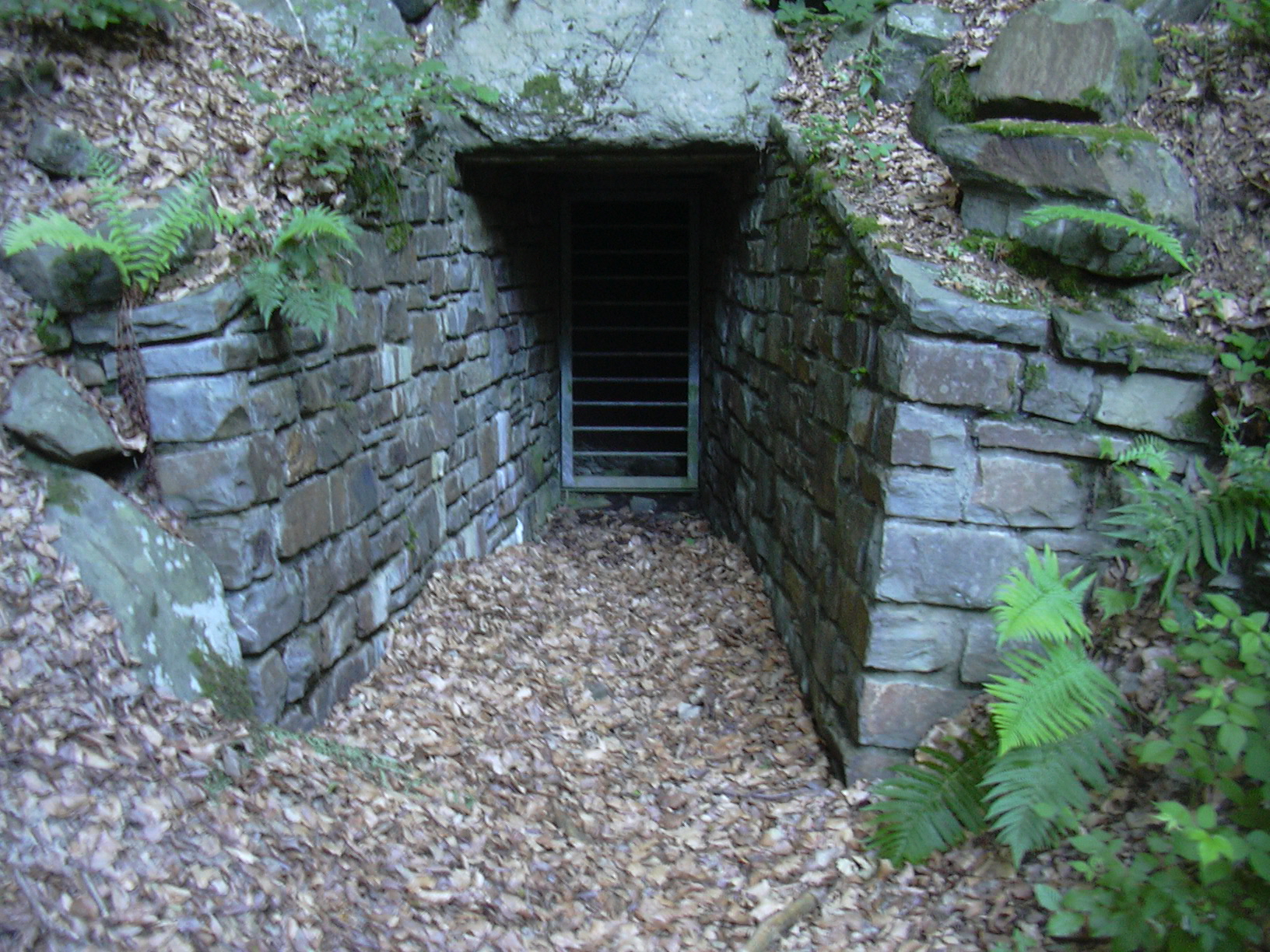
Eingang zum ehemaligen Eisenerzbergwerk "Louisenglück"

Bis ins 19. Jahrhundert hinein machten sich mehrere Ölmühlen auf dem kurzen Wasserlauf gegenseitig Konkurrenz. Der Existenzkampf der Müller war hart. Die Mühlen, so weit sie noch existieren, dienen im 21. Jahrhundert anderen Zwecken.
- Die Hümmericher Mühle im oberen Fockenbachtal ortete der um 1900 tätige rheinische Regionalhistoriker Wilhelm Fabricius für 1670 als Fackenbacher Mühle, mit der nach herrschender Meinung die Mühle gemeint ist, die 1830 ein Regierungsrat Hümerich aus Dierdorf erwarb. Nach Einstellung des Mahlbetriebs war sie bis 1983 eine Ausflugsgaststätte; seither befindet sie sich in Privatbesitz. Der historische Mühlstein und Mahlgeräte sind bei dem Gebäude in Fachwerk aufbewahrt. Daneben befindet sich das zeitgenössische Wohngebäude des heutigen Besitzers.
- Die Fockenbachsmühle ist ein von einer lokalen Tierschutzorganisation getragenes Tierheim (Hunde, Pferde, Ziegen, Esel). Diese mutmaßlich um 1500 von den Herren des Verscheider Hofes errichtete Mühle nannten die Grafen von Wied die andere Fockenbachsmühle, während die Pächter der Hümmericher Mühle sie Holliger Mühle nannten.
- Die herrschaftliche Bannmühle am heutigen Ortsrand von Niederbreitbach, auch als Krölls-Mühle bekannt, wird urkundlich erstmals 1644 erwähnt. Einer anderen Quelle zufolge soll sie jedoch bereits vor 1630 bestanden haben. Mühlbetrieb gab es bis zum Ersten Weltkrieg. Neben dem ursprünglichen Mühlengebäude wurde Ende der 1980er Jahre eine Mühle mit oberschlächtigem Mühlrad und vollständigem Mahlwerk errichtet, so dass heute die Krölls-Mühle wieder eine „echte“ Mühle ist.
- Von der Fleschmühle im unteren Talabschnitt ist nur noch ein Mühlstein an Ort und Stelle erhalten. Die Mühle hat nur 42 Jahre existiert, erlangte jedoch lokale Bedeutung durch die Tatsache, dass sie das Elternhaus von Mutter Rosa, Gründerin der Waldbreitbacher Franziskanerinnen, war. M. Rosa Flesch lebte vor der Ordensgründung von 1838 bis 1851 dort und sammelte als Kind und Jugendliche in der Natur des Fockenbachtals Heilkräuter, die sie in der Krankenpflege verwendete. Die Mühle wurde 1878 abgerissen, als niemand von der Familie Flesch mehr dort lebte. 2004, als im Vorfeld des 100. Todestages von Mutter Rosa das wissenschaftliche Interesse an der lange vergessenen Gründerin revitalisiert wurde, setzten die Franziskaner ihr am Standort der Fleschmühle eine Gedenkkapelle in Fachwerk. Dass der ehemalige Standort genau gefunden wurde, verdankt man dem Bemühen des Dorfmuseums-'Direktors' Herbert Kröll, der in alten Schriften den ungefähren Standort 'erlesen' konnte und fast auf den ersten Spatenstich den Boden der Mühle fand. Im Inneren liegt Literatur und Informationsmaterial aus.

## Ziele abseits des Tales
- Im Wald im Bereich des oberen Talabschnitts bei Niederhonnefeld wurden 1996 zwei Schachteingänge des ehemaligen Bergwerks Louisenglück wieder frei gelegt. Vom 16. Jahrhundert an bis 1877 wurde hier Eisenerz abgebaut.
- Auf 1,5 km langem Wanderweg von der Fockenbachsmühle kann der Stangenstein bestiegen werden, landläufig Teufelstreppe genannt. Der Sage nach soll der Teufel hier aus Steinen eine Treppe in den Himmel zu bauen versucht haben, die von seinen zum Bösen verleiteten Menschen in ihrer Zerstörungswut niedergerissen wurde. Es liegen große Felsbrocken in einer Linie, die so aussehen als ob eine Treppe eingestürzt wäre. Die wirkliche Entstehungsgeschichte der Formation ist eine natürliche Ader aus Quarzit, der in weiten Teilen der Umgebung zu finden ist. An den Stellen, an denen die Ader die Erdoberfläche erreicht, sind die Quarzitsteine zu sehen.
- Im mittleren Talabschnitt befindet sich ca. 300 m von der Fahrstraße nahe der Mündung des Nebenbaches Verscheider Seifen ein Denkmal für den am 9. März 1945 hier abgestürzten Oberfeldwebel Friedrich Bruchlos (* am 17. Februar 1919 in Berlin-Pankow). Der Gedenkstein zwischen zwei kleinen Zypressen trägt eine entsprechende Inschrift. Teile der geborgenen Flugmaschine können im Dorfmuseum von Niederbreitbach besichtigt werden. Dieses Flugzeug war eine Arado Ar 234, der erste Strahltriebbomber der Welt. Die Maschine wurde eingesetzt, um die von den Amerikanern eroberte Brücke von Remagen zu zerstören.
- Von der auf ca. 1 km langem Stichweg im unteren Talabschnitt entlang des Nebenbaches Burgseifen erreichbaren Neuerburg sind noch Mauern und der fünfeckige Bergfried erhalten. Erbaut wurde sie im 12. Jahrhundert von den Herren von Neuerburg; im 13. Jahrhundert gehörte sie Mechthild von Sayn, die sie dann an Kurköln abtrat, in dessen Besitz sie de iure bis zum Reichsdeputationshauptschluss 1803 verblieb. De facto war sie schon im 17. Jahrhundert verfallen. Ein Rekonstruktionsmodell befindet sich im Dorfmuseum von Niederbreitbach.